# Sói bình nguyên Bắc Mỹ
Sói Đại Bình nguyên Bắc Mỹ (Canis lupus nubilus) là một phân loài sói xám đã tuyệt chủng. Loại sói này từng sinh sống trong khu vực trải dài khắp vùng Đại Bình nguyên Bắc Mỹ, từ miền nam Manitoba và Saskatchewan đến phía nam bang Texas, Hoa Kỳ. Phân loài sói này bị công nhận tuyệt chủng vào năm 1926.
Sói Đại Bình nguyên được mô tả là một loài sói có kích thước lớn, có bộ lông sáng màu, tuy vậy vẫn có những cá thể sói có bộ lông màu trắng hoặc đen hoàn toàn hoặc bộ lông hai màu đen và trắng. Người Mỹ bản địa ở Bắc Dakota kể là chỉ cần ba con sói thuộc loài này là đã có thể hạ bệ bất kỳ con bò rừng nào, không cần quan tân đến kích thước của nó.

## Phân loại
Sói Đại Bình nguyên được ghi nhận lần đầu tiên vào năm 1823 bởi nhà tự nhiên học Thomas Say. Say đã viết trong các tác phẩm của ông về cuộc thám hiểm của Thiếu tá Stephen Long đến Đại Bình nguyên Bắc Mỹ. Ông cũng là người đầu tiên ghi nhận sự khác biệt giữa một "con sói đồng cỏ" và một con sói mà ông đặt tên là Canis nubilus.
Năm 1995, nhà nghiên cứu động vật có vú người Mỹ Robert M. Nowak đã phân tích dữ liệu về hình thái hộp sọ của mẫu vật loài sói từ khắp nơi trên thế giới. Đối với vùng Bắc Mỹ, ông cho rằng chỉ có năm phân loài sói xám. Một trong số đó được ông mô tả là một con sói có kích thước trung bình, sinh sống trải dài từ vùng Texas đến Vịnh Hudson và từ Oregon đến New Foundland mà ông đặt tên là C. l. nubilus. Đề xuất này đã không được công nhận bởi cơ quan phân loại Động vật có vú Thế giới (2005), và cơ quan này đã phân loại loài sói này là một trong 27 phân loài thuộc Canis lupus ở Bắc Mỹ.